# Scincella vandenburghi
Scincella vandenburghi (сцинк корейський) — вид сцинкоподібних ящірок родини сцинкових (Scincidae). Мешкає в Кореї і Японії. Вид названий на честь американського герпетолога Джона ван Денбурга.

## Поширення і екологія
Корейські сцинки мешкають на Корейському півострові та на сусідніх островах, зокрема на острові Чеджу та на японському острові Цусіма. Вони живуть в помірних широколистяних лісах, в лісові підстилці, трапляються на полях і пасовищах. Відкладають яйця, в кладці від 1 до 9 яєць.